# Orbite d'attente
Dans le domaine de l'astronautique, une orbite d'attente est une orbite généralement utilisée lors du lancement d'un véhicule spatial et sur laquelle il est placé de manière temporaire. Ainsi positionné, le véhicule peut ensuite être relancé dans sa trajectoire finale.
L'orbite d'attente est parfois désignée incorrectement par le terme orbite de parking, qui est issu de la dénomination anglaise parking orbit.

## Utilisations

Schéma explicatif de la NASA utilisé lors de la présentation du programme Ranger, utilisant un lanceur Atlas-Agena Remarquez que l'angle de tir varie en fonction du moment du tir.

L'orbite d'attente permet d'augmenter la fenêtre de lancement d'un véhicule spatial, pouvant faire passer celle-ci de quelques secondes ou minutes à quelques heures. Lors du programme Apollo, qui a utilisé à maintes reprises des orbites d'attente,, elle permet à l'équipage d'effectuer ses préparations et ses listes de vérifications en étant encore près de la Terre avant de se propulser vers sa trajectoire jusqu'à la Lune. 
L'orbite d'attente est également utilisée pour atteindre des orbites géostationnaires. En effet, pour atteindre une telle orbite, un incrément de vitesse ({\displaystyle \Delta v}) au niveau de l'équateur est nécessaire pour changer d'inclinaison et être sur le plan de l'équateur. Le cas échéant, le véhicule spatial est lancé, se met en orbite sur une orbite d'attente jusqu'à ce qu'il soit au-dessus de l'équateur pour ensuite être propulsé jusqu'à son orbite géostationnaire.
Une alternative à l'orbite d'attente est l'injection directe où le véhicule spatial est propulsé continuellement jusqu'à sa trajectoire finale.
Puisque le propulseur principal doit être arrêté en vol et ensuite redémarré, certains éléments sont requis pour ce redémarrage, notamment le transport d'un surplus d'éléments d'ignition et de combustion ainsi que des batteries plus robustes.